# Фаджи, Франческо
Франческо «Франко» Фаджи (итал. Francesco "Franco" Faggi; 8 марта 1926, Перледо — 12 июня 2016, там же) — итальянский гребец, трёхкратный чемпион Европы (1947, 1949, 1950), чемпион Олимпийских игр в Лондоне (1948) в четвёрке распашной без рулевого.

## Спортивная карьера
Работая на заводе итальянского производителя мотоциклов Moto Guzzi в Манделло-дель-Ларио, стал членом гребной команды компании Canottieri Moto Guzzi. Тренировался под руководством Анджело Алиппи. В 1943 г. выиграл юниорский чемпионат Северной Италии, а в 1945 г. — основной чемпионат.
Вместе с партнёрами по четвёрке распашной без рулевого ярко заявил о себе уже на первом международном соревновании — чемпионате Европы в швейцарском Люцерне (1947), где малоизвестные спортсмены неожиданно выиграли золотую медаль. Являлся семикратным чемпионом Италии.
На Олимпийских играх в Лондоне (1948) в составе национальной сборной завоевал золотую медаль. Итальянцы доминировали в этой дисциплине до 1952 г., регулярно выигрывая гонки, в которых принимали участие. Они победили на европейских первенствах в Амстердаме (1949) и Милане (1950). Однако на Олимпийских играх в Хельсинки (1952) они завершили выступления на полуфинальной стадии.